# Li Huirong
Li Huirong (chinesisch 李 惠榮 / 李 惠荣, Pinyin Lǐ Huìróng; * 14. April 1965) ist eine ehemalige chinesische Weit- und Dreispringerin.
Bei den Asienspiele 1982 gewann sie Bronze im Weitsprung.
Am 11. Oktober 1987 gelang ihr in Hamamatsu mit 14,04 m als erster Frau ein Dreisprung über 14 Meter. Im Jahr darauf erzielte sie am 23. April in Shijiazhuang mit 14,16 m eine weitere inoffizielle Weltbestleistung.
Am 25. August 1990 stellte in Sapporo mit 14,54 m den ersten offiziellen Weltrekord im Dreisprung auf.
In dieser Disziplin gewann sie 1991 bei den Leichtathletik-Hallenweltmeisterschaften in Sevilla Silber und bei der Universiade Gold. 1992 siegte sie beim Leichtathletik-Weltcup in Havanna.

## Persönliche Bestleistungen
- Weitsprung: 6,55 m, 23. April 1988, Shijiazhuang
- Dreisprung: 14,55 m, 19. Juli 1992, Sapporo
  - Halle: 14,00 m, 23. März 1990, Peking